# Anse Etoile
Anse Etoile (Frans voor Sterinham) is een district in het noorden van het Seychelse hoofdeiland Mahé. Het district heeft een oppervlakte van vijf vierkante kilometer. Anse Etoile is met bijna 4300 inwoners het district met de grootste bevolking van het land.